# Landsturm

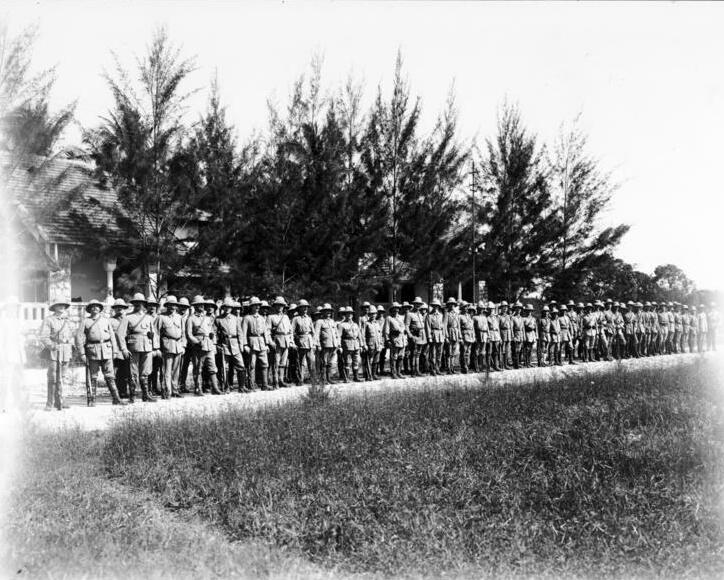
Landsturm tedeschi in Africa Orientale tedesca durante la prima guerra mondiale

Il termine di origine tedesca Landsturm (composto da Land che si può tradurre in italiano come "regione" e Sturm come "assalto") veniva storicamente usato per riferirsi a milizie o unità militari composte da truppe di "qualità" inferiore.
Negli Stati dove la lingua madre era il tedesco, dal XV secolo circa, il Landsturm era infatti la chiamata alle armi degli uomini valorosi e in seguito divenne una sorta di servizio di leva per le persone più anziane.

## Germania
In Prussia, e quindi successivamente in Germania, il limite di età era 50 anni fino al 1814; fino al 1888 ai 45. Dopo l'editto del Landsturm del 21 aprile 1813, l'intera popolazione maschile che non era entrata nell'esercito permanente o nel Landwehr, a partire dal XVII secolo era obbligata fino all'età di 60 anni a servire nel Landsturm. In un certo senso esso fu l'ultima di riserva del paese.
All'inizio della prima guerra mondiale la Germania aveva di 334 battaglioni Landsturm, di cui 142 mobili per lo più sul fronte orientale e successivamente spediti in zone maggiormente calme sul fronte occidentale.
Altro esempio che si ebbe verso la fine della seconda guerra mondiale quando i tedeschi richiamarono nel Volkssturm tutti gli uomini in grado di combattere fino a 60 anni.

## Impero austro-ungarico
Nell'Impero austro-ungarico, dato che il servizio era già obbligatorio dal XVI secolo, la figura del Landsturm era equivalente alla Landwehr tedesca.
Il Landsturm dell'impero austro-ungarico era una forza di richiamati composta da uomini con in età compresa tra i 34 e i 55 anni.
Fu destinata a fornire truppe per la sostituzione delle unità di prima e seconda linea e a fornire una milizia per la difesa locale. Esso era diviso in due corpi, il k.k. Landsturm per la parte austriaca dell'impero e la Magyar királyi Népfelkelo per quella ungherese.
Durante la prima guerra mondiale, il Landsturm austriaco formò 40 reggimenti per un totale di 136 battaglioni, mentre quello ungherese formò 32 reggimenti di 97 battaglioni. I due corpi fornirono 20 brigate che scesero in campo con il resto dell'esercito.

## Svizzera
In Svizzera invece il Landsturm comprendeva fino al 1995 una classe di età tra i 49 e i 60 anni e equivaleva all'esercito territoriale francese. Fino all'anno 1848 la Landsturm era composta da uomini i quali non facevano parte del "servizio attivo" né di quella del Landwehr; queste truppe venivano mobilitate solo nell'eventualità di un'invasione territoriale, come ad esempio, la guerra del Sonderbund a Friburgo del 1847.
In seguito, nello specifico dal 1886, vennero formati specifici reparti per la Landsturm con in forza circa 20.000 uomini con un'età compresa tra i 17 e i 50 anni; dall'anno 1894 queste forze supplementari erano tenute a seguire specifici corsi. Nel caso in cui tali uomini fossero stati in "servizio attivo", erano obbligati, ad esempio, a costruire fortificazioni, si dovevano occupare di tutto il da farsi durante le fasi iniziali di un mobilitazione delle truppe, soprattutto nelle zone di frontiera dove risultavano indispensabili servizi territoriali e compiti di sorveglianza.
La Landsturm dal 1907 comprendeva le classi con un'età tra i 41 e i 48 anni e che avevano già prestato servizio nel "servizio attivo" o nella Landwehr. Dopo che furono create le cosiddette "brigate di frontiera", nelle quali erano inclusi sia gli uomini appartenenti alla Landsturm che quelli dell' "attive" e della Landwehr. Ancora un'altra modifica alle classi venne effettuata nel 1947, dove l'età era compresa tra i 49 e i 60 anni, e successivamente nel 1960, dove l'età di appartenenza doveva essere compresa tra i 43 anni fino ai 50.
Grazie alla riforma denominata "Esercito 95", si è ottenuta la soppressione delle classi di età e ciò ha comportato lo scioglimento della Landsturm, che in quel momento consisteva in 175.000 uomini.